# Wilhelm Clausen
Wilhelm Clausen (* 23. Dezember 1878 in Wahnebergen; † 28. April 1961 in Halle (Saale)) war ein deutscher Augenarzt und Hochschullehrer.

## Leben
Wilhelm Clausen war der Sohn eines Landwirtes und besuchte das Domgymnasium Verden, wo er 1898 sein Abitur ablegte. In diesem Jahr begann er ein Medizinstudium, er studierte an den Universitäten Greifswald, Berlin und Jena. Das Studium beendete er 1903 mit der Approbationsordnung. Die nächsten zwei Jahre fungierte er in Essen als Assistenzarzt. Anschließend war er von 1905 bis 1907 Assistent an der Augenklinik der Charité. Anschließend ging er nach Königsberg.
1912 wurde Clausen von der Universität Königsberg habilitiert. Zugleich stellte ihn die Universitätsaugenklinik als Oberassistenten ein. Von 1914 bis 1918 wirkte er im Ersten Weltkrieg als Frontarzt und wurde auch Leiter der Augenstation zu Wilna. Er hatte den Dienstgrad eines Oberstabsarztes inne. Für diese Verdienste erhielt er das Eiserne Kreuz II. Klasse und das Österreichische Ehrenzeichen II. Klasse.
Im Jahr 1915 habilitierte Clausen an der Universität Halle, die ihn im nächsten Jahr als Professor anstellte. 1919 wurde er Oberarzt der Augenklinik der Universität und 1921 zum außerordentlichen Professor befördert. An der Universität Würzburg hielt er 1924/1925 einen Lehrstuhl inne und wirkte auch als kommissarischer Leiter der dortigen Universitätsaugenklinik. Als ordentlicher Professor kehrte er 1925 nach Halle zurück. Im Jahr 1926 wurde er zum Mitglied der Leopoldina gewählt.
In Halle konnte Clausen die Augenklinik neu aufbauen. Finanziert wurde dies sowohl durch Industrielle als auch durch Patienten. 1937 erhielt er eine Berufung an die Universität Bonn, nahm sie aber nicht an. Beim Überfall auf Polen 1939 war er beratender Augenarzt in der X. Armee und wirkte danach bis zum November des nächsten Jahres als Chefarzt beim Reservelazarettes I Halle. Zum Leiter des Reservelazarettes III in der Augenklinik der Martin-Luther-Universität wurde er 1941 berufen, was er bis Kriegsende blieb. Dafür wurde er mit dem Kriegsverdienstkreuz II. Klasse ausgezeichnet.
Der NSDAP trat Clausen zum 1. Mai 1933 bei (Mitgliedsnummer 2.260.390). Am 28. September 1945 wurde er von der Professur entlassen, sollte ab dem 10. Oktober 1945 aber wieder für ein Semester lehren. Von der Landesregierung genötigt entließ ihn dann die Universität 1946 und ihm wurde verboten, weiter zu lehren. Dennoch konnte er im April 1946 die Professur wieder einnehmen. Zugleich wurde er Direktor der Augenklinik und trat der CDU bei.
Wegen seiner Gesundheit trat Clausen 1953 in den Ruhestand. Acht Jahre später starb er in Halle.

## Ehrungen
- Nationalpreis der DDR[2]